# ブエノスアイレス国

ブエノスアイレス国
Estado de Buenos Aires (スペイン語)

1852年のブエノスアイレス国

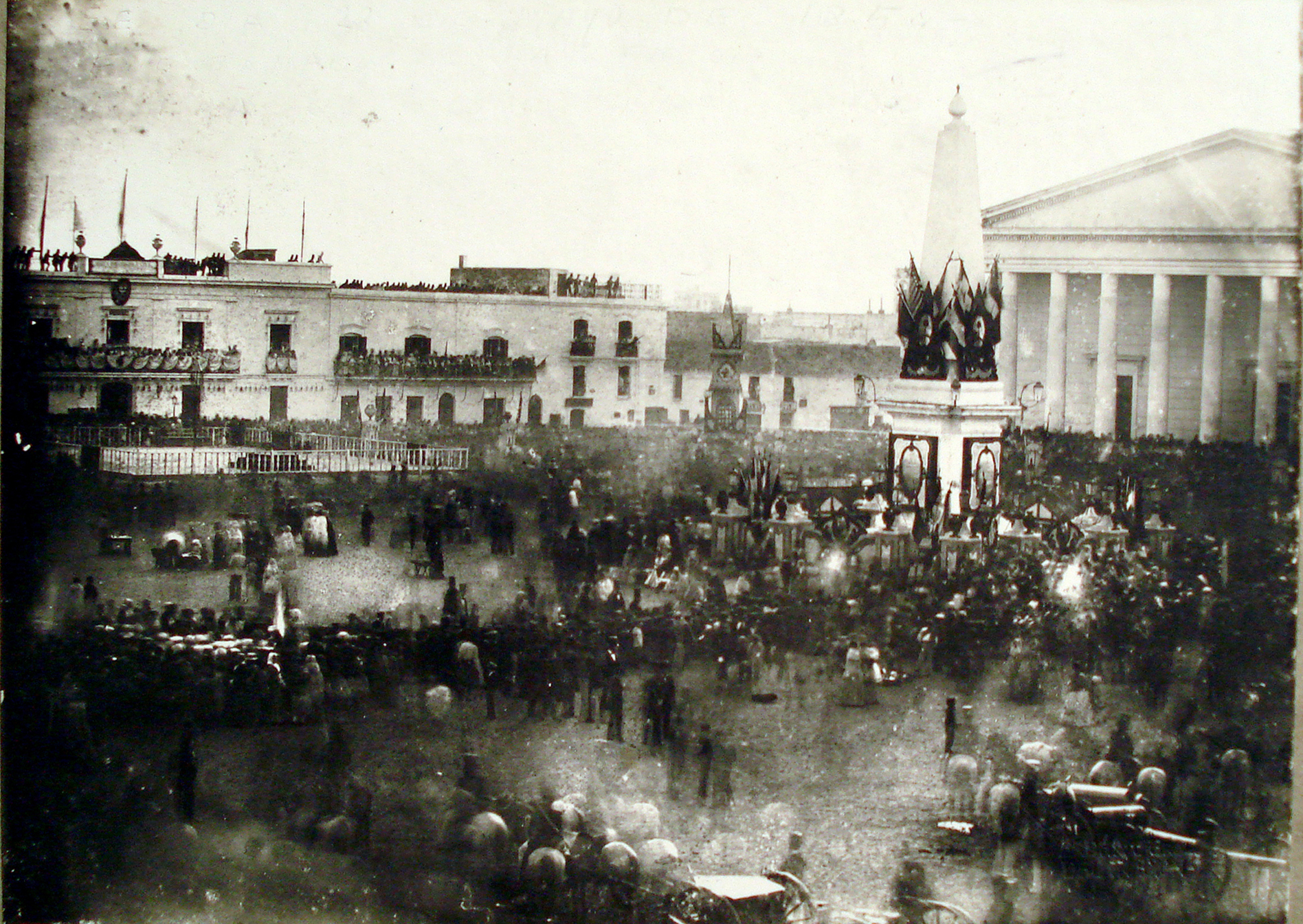
代議員たちが1854年のブエノスアイレス憲法に忠誠を誓う様子

ブエノスアイレス国（ブエノスアイレスこく、スペイン語: Estado de Buenos Aires）は、1852年にアルゼンチン連合政府が打倒されて誕生し、短期間存在した国家である。
ブエノスアイレス国は基本的に国家承認されていなかったが、独自の政府と憲法の下で独立を維持した。尚、1855年にパラグアイはアルゼンチン連合会議に国境条約の批准を拒否された為に、ブエノスアイレス国と国交を樹立している。1861年のパボンの戦いでアルゼンチン連合が勝利し、再びアルゼンチンの一部となった。